# 东卢卡斯镇区 (艾奥瓦州约翰逊县)
東盧卡斯鎮區（英語：East Lucas Township）是位於美國愛荷華州約翰遜縣的一個行政鎮區。

## 地方資料
根據2010年美國人口普查的數據，東盧卡斯鎮區的面積為12.57平方千米，當中陸地面積為12.57平方千米，而水域面積為0.00平方千米。當地共有人口551人，而人口密度為每平方千米43.83人。